# Achtort

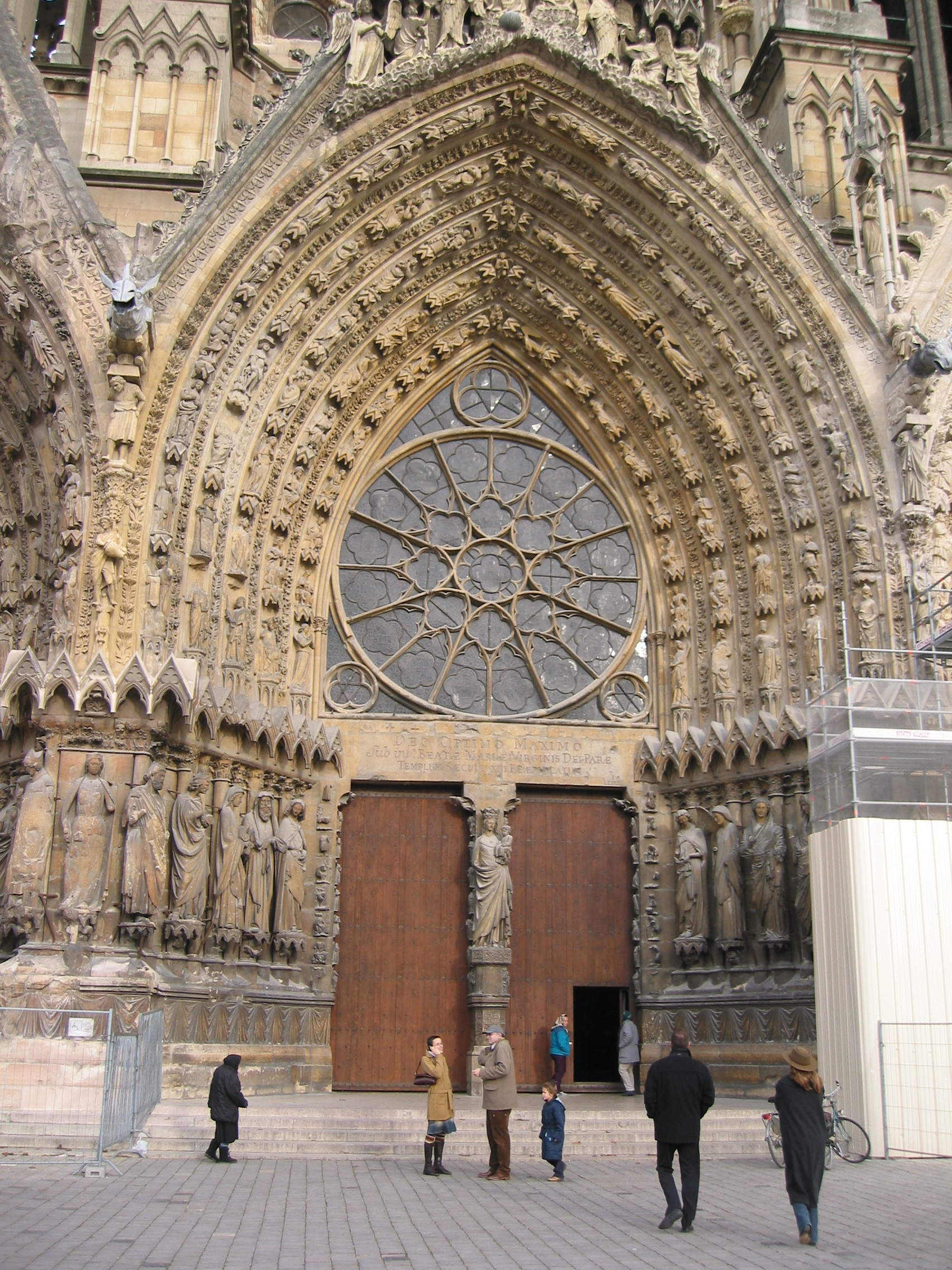
Rosette des Portals von Notre Dame in Reims

Ein Achtort (auch Achtspitz, Achtuhr) ist ein aus mittelalterlichen Bauhütten stammender Proportionsschlüssel der gotischen Architektur. Das Achtort besteht aus einem Kreis und zwei innenliegenden, um 45 Grad gedrehten gleichgroßen Quadraten mit ihren Achs- und Diagonallinien. Das Stammwort Ort bedeutet in der mittelalterlichen Sprache der Steinmetze „Eck“; also ist ein Achtort ein Schlüssel mit acht Ecken, der aus den Quadraten gebildet wird.
Dieser Schlüssel dürfte hauptsächlich dem Entwurf des Maßwerkes der Fenster oder Portale zugrunde gelegen haben.
Auch Türme, Dachreiter oder Fialen weisen häufiger einen achteckigen Grundriss auf, bei denen dieser Proportionsschlüssel zugrunde liegt.
Beim oktogonalen Zentralbau – wie zum Beispiel in der Aachener Pfalzkapelle –, der schon im byzantinischen Kirchenbau angewendet wurde, dürfte der Grundriss-Gestaltung das ähnliche Proportionsprinzip des Achtersterns (Oktogramm) zugrunde liegen.